# Crkva sv. Torlaka u Reyðarfjörðuru
Crkva sv. Torlaka katolička je crkva smještena u islandskom mjestu Reyðarfjörðuru. Pripada Reykjavíčkoj biskupiji.

## Povijest
Drvo, koje je poslužilo kao glavni materijal za gradnju crkve, posječeno je i prerađeno u Slovačkoj, a zatim rastavljeno i otpremljeno na Island. Crkva je sastavljena u Reyðarfjörðuru uz pomoć volontera i njihovih donacija. Slovaci, Poljaci i drugi koji rade na Islandu dobrovoljno su se javili za gradnju crkve. Crkva je dovršena 2017. godine.